# High Stakes Poker
High Stakes Poker is een cashgame-pokerprogramma uitgezonden door televisiezender PokerGO in de Verenigde Staten. De variant die gespeeld wordt is No Limit Texas Hold 'em.
Het programma staat bekend om zijn hoge inzet en de deelname van enkele van de grootste namen in de pokerwereld. High Stakes Poker biedt een ongefilterde blik op het spel, met echte geldbedragen die vaak in de miljoenen lopen, en spelers die hun eigen geld inzetten in plaats van toernooifiches. Het programma heeft een iconische status verworven onder pokerspelers en fans vanwege de spannende handen, strategische gesprekken en memorabele momenten die het heeft opgeleverd.

## Seizoenen
Het eerste seizoen van High Stakes Poker werd uitgezonden in januari 2006. Het tweede seizoen (16 afleveringen) begon op 5 juni 2006. Het derde seizoen van High Stakes Poker is opgenomen in Las Vegas. Het werd voor het eerst uitgezonden in januari 2007. Nieuwe spelers in het derde seizoen waren onder andere Jamie Gold, Phil Ivey, Chris Ferguson, Patrik Antonius en Paul Wasicka. Spelers als Doyle Brunson, Daniel Negreanu, Sammy Farha, Phil Laak, Jennifer Harman, Barry Greenstein, Erick Lindgren en Mike Matusow keerden terug aan tafel.
Vanaf het jaar 2007 tot en met het jaar 2010 werd startte elk jaar een nieuw seizoen; namelijk seizoen vier tot en met zeven. Het programma startte weer vanaf 2021 met seizoen acht, en heeft tot en met 2024 elk jaar een seizoen uitgezonden.  

## Spelers
- Brandon Adams (Seizoen 4)
- Daniel Alaei (Seizoen 1–3)
- Patrik Antonius (Seizoen 3-6)
- David Benyamine (Seizoen 3-6)
- Mike Baxter (Seizoen 4 & 7)
- Eric Boneta (Seizoen 7)
- Brad Booth (Seizoen 2–3)
- Brian Brandon (Seizoen 4)
- Doyle Brunson (Seizoen 1–7)
- Todd Brunson (Seizoen 1–4)
- Jerry Buss (Seizoen 1)
- Fred Chamanara (Seizoen 1–2)
- Johnny Chan (Seizoen 1 & 7)
- Bill Chen (Seizoen 3)
- Robert Croak (Seizoen 7)
- John D'Agostino (Seizoen 3)
- Freddy Deeb (Seizoen 1)
- Jonathan Duhamel (Seizoen 7)
- Tom Dwan (Seizoen 5-6)
- Peter Eastgate (Seizoen 5)
- Eli Elezra (Seizoen 1–6)
- Antonio Esfandiari (Seizoen 1–7)
- Sam Farha (Seizoen 1–4)
- Phil Galfond (Seizoen 4, 6 & 7)
- Chris Ferguson (Seizoen 3)
- Amnon Filippi (Seizoen 2)
- Ted Forrest (Seizoen 1–2)
- Jamie Gold (Seizoen 3-4)
- Barry Greenstein (Seizoen 1–7)
- David Grey (Seizoen 2)
- Bertrand "Elky" Grospellier (seizoen 6)
- Gus Hansen (Seizoen 2 & 6)
- Jennifer Harman (Seizoen 1-4)
- Dan Harmetz (Seizoen 3)
- Phil Hellmuth Jr. (Seizoen 1, 4 & 6)
- Phil Ivey (Seizoen 3 & 6)
- John Juanda (Seizoen 2)
- Gabe Kaplan (Seizoen 3)
- Bill Klein (Seizoen 7)
- Phil Laak (Seizoen 2–7)
- Guy Laliberté (Seizoen 4)
- Erick Lindgren (Seizoen 2–3)
- Minh Ly (Seizoen 2)
- Mike Matusow (Seizoen 2–4 & 6)
- Jason Mercier (Seizoen 6-7)
- Michael Mizrachi (Seizoen 2)
- Julian Movsesian (Seizoen 7)
- Amir Nasseri (Seizoen 1)
- Daniel Negreanu (Seizoen 1–7)
- David Peat (Seizoen 5 & 7)
- Bill Perkins (Seizoen 7)
- Victor Ramdin (Seizoen 3)
- Andrew Robl (Seizoen 6-7)
- Phil Ruffin (Seizoen 7)
- Bob Safai (Seizoen 4)
- Ilari Sahamies (Seizoen 5)
- Antonio Salorio (Seizoen 4)
- Vanessa Selbst (Seizoen 7)
- Daniel Shak (Seizoen 3)
- Shahram Sheikhan (Seizoen 1–3)
- Bob Stupak (Seizoen 1)
- Brian Townsend (Seizoen 3)
- Mimi Tran (Seizoen 1)
- IIIya Trincher (Seizoen 3)
- Lex Veldhuis (Seizoen 6)
- Haralabos Voulgaris (Seizoen 4 & 7)
- Paul Wasicka (Seizoen 3)
- David Williams (Seizoen 3)
- Corey Zeidman (Seizoen 2)

## References
1. ↑  (en) PokerGO. www.pokergo.com. Geraadpleegd op 15 mei 2024.